# Spritzenhaus Lübbenau

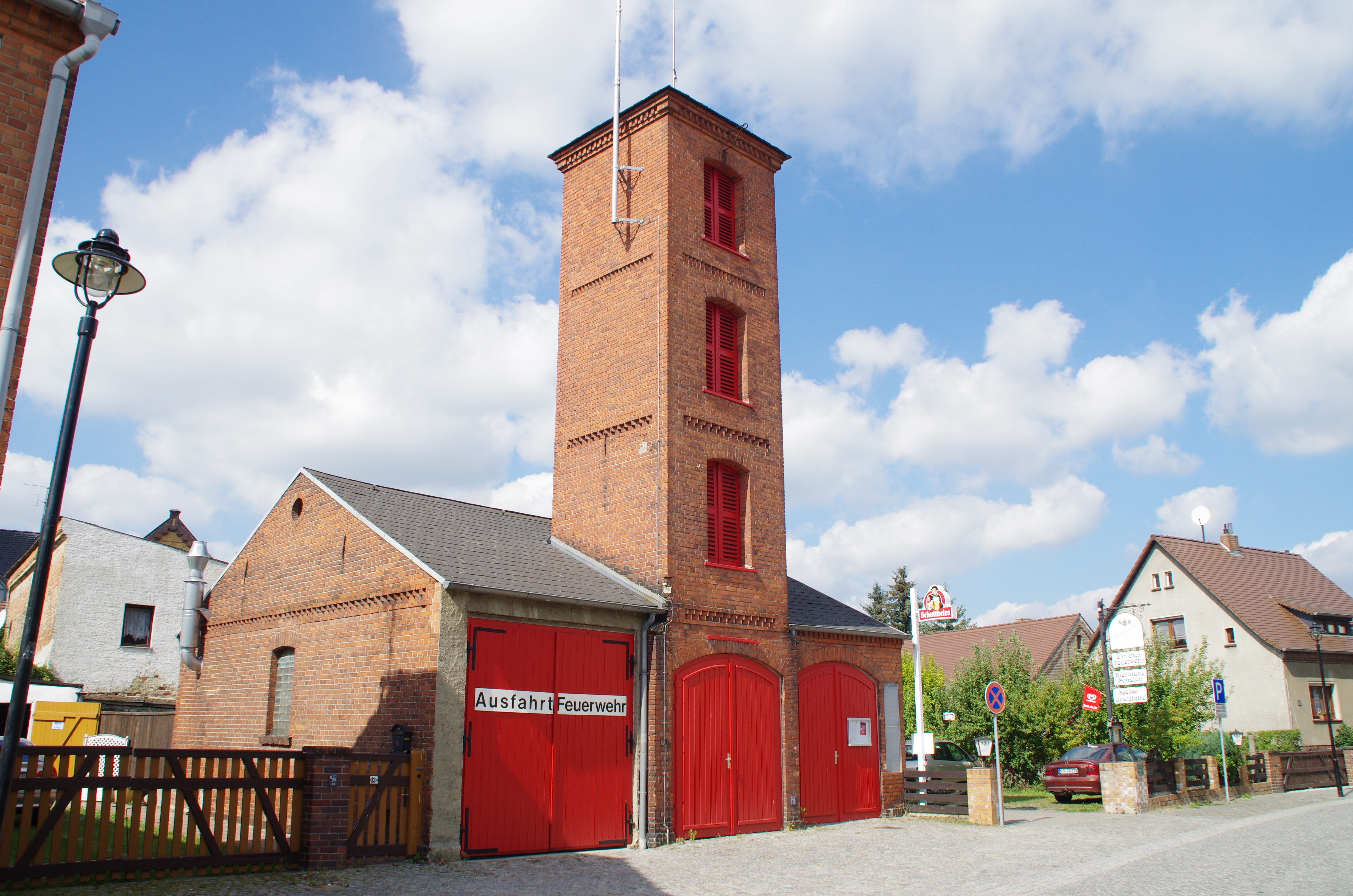
Spritzenhaus der Freiwilligen Feuerwehr Lübbenau

Das Spritzenhaus Lübbenau ist ein unter Denkmalschutz stehendes Feuerwehrhaus in der Altstadt von Lübbenau/Spreewald im Landkreis Oberspreewald-Lausitz im Süden des Landes Brandenburg.

## Beschreibung und Geschichte
Das Spritzenhaus befindet sich in der Spreestraße 12 in der Lübbenauer Altstadt. Es wurde um das Jahr 1900 herum errichtet. Bei dem Gebäude handelt es sich um einen eingeschossigen Ziegelbau mit Satteldach. In der Mitte des Spritzenhauses befindet sich ein viergeschossiger Steigerturm mit Zeltdach, der bereits im Zuge der Errichtung des Spritzenhauses mit angebaut wurde.
Der Hauptstützpunkt der Freiwilligen Feuerwehr Lübbenau befindet sich heute im Gewerbepark in der Neustadt, das alte Spritzenhaus wird jedoch ebenfalls noch genutzt. In der Altstadt sind zurzeit (2018) ein Tanklöschfahrzeug (TLF 16/24) und ein Kleinlöschfahrzeug stationiert.